# Stormwolk
Stormwolk (2) is een compositie voor zang en piano, op woorden van Aleksandr Poesjkin, gecomponeerd door Igor Stravinsky in 1902. Het werk is niet gepubliceerd; het manuscript bevindt zich in de Centrale Staatsarchieven voor Literatuur en Kunst in Moskou.

## Oeuvre
Zie het Oeuvre van Igor Stravinsky voor een volledig overzicht van het werk van Stravinsky.